# La città addosso
La città addosso è un singolo del gruppo musicale italiano La Rappresentante di Lista, pubblicato il 27 settembre 2024 come secondo estratto dal quinto album in studio Giorni felici.

## Descrizione
A proposito del brano il duo ha dichiarato:

## Video musicale
Il video, reso disponibile nello stesso giorno, è stato diretto dallo stesso gruppo.

## Tracce
Testi e musiche di Veronica Lucchesi e Dario Mangiaracina.
1. La città addosso – 3:26

## Formazione
Hanno partecipato alle registrazioni, secondo le note di copertina di Giorni felici:
Gruppo
- Veronica Lucchesi – voce, cori
- Dario Mangiaracina – voce, chitarra, basso elettrico, pianoforte, sintetizzatore, programmazioni elettroniche

Altri musicisti
- Roberto Calabrese – batteria, cori
- Carmelo Drago – basso, cori
- Kit Conway – chitarra, cori
- Donato Di Trapani – sintetizzatore, pianoforte
- Roberta Casella – arpa
- Enrico Lupi – sintetizzatore aggiuntivo, cori
- Livio Spallino – fuzz
- Erika Lucchesi – cori
- Marta Cannuscio – cori
- Giulia Mangiaracina – cori
- Mattia Šalgam Mari – cori
- Elisa Pace – cori
- Okgiorgio – cori
- Simon Says Privitera – cori

Produzione
- Dario Mangaracina – produzione
- Marco Romanelli – registrazione, produzione aggiuntiva
- Andrea Suriani – missaggio, mastering
- Francesco Vitaliti – registrazione aggiuntiva
- Simon Says Privitera – produzione aggiuntiva